# Grote Orde van de Nationale Eenheid
De Grote Orde van de Nationale Eenheid (Vietnamees: "Huân chương Đại đoàn kết dân tộc") van de Democratische Republiek van Vietnam is een op 26 november 2003 ingestelde onderscheiding voor 'langdurige toegewijde en zeer verdienstelijke arbeid'. Men moet volgens de statuten uitzonderlijke prestaties hebben geleverd in de opbouw van de eenheidsstaat. De orde wordt aan militairen en burgers toegekend.
Het is in uitvoering en decoratiebeleid een typisch voorbeeld van een Socialistische orde. De vroegere onderscheidingen van de Sovjet-Unie hebben als voorbeeld gediend.
Net als veel socialistische orden wordt de Orde voor Dapperheid aan een vijfhoekig gevouwen lint gedragen. De vorm is typisch Russisch en sluit niet aan bij Vietnamese tradities.
De Feat Order is hoger in rang, maar de Grote Orde van de Nationale Eenheid komt vóór de Orde voor Dapperheid.